# Alfred Gough

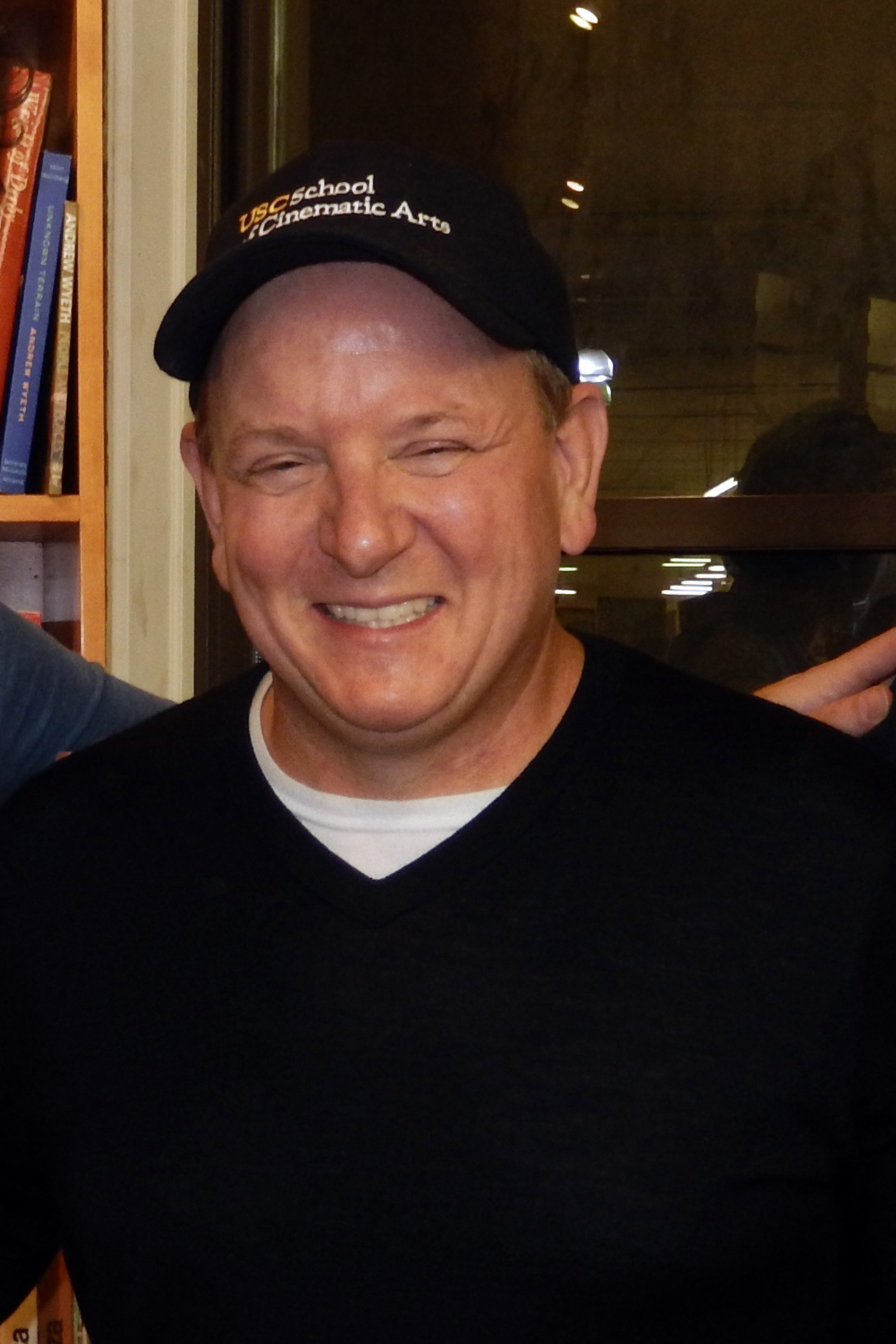
Alfred Gough (2019)

Alfred Fabian Gough III (* 22. August 1967 in Leonardtown, Maryland) ist ein US-amerikanischer Drehbuchautor und Filmproduzent.

## Leben
Gough wurde am 22. August 1967 in Leonardtown (Maryland) geboren.
Er war Schüler an der St. Mary's Ryken High School und von 1985 bis 1989 Student an der katholischen Universität von Amerika (CUA). Außerdem ist Gough Absolvent des Peter Stark Producing Program der USC School of Cinematic Arts.
Seit dem 1. September 1996 ist er mit Beth Corets verheiratet und hat drei Kinder mit ihr.
Gough erschuf mit seinem Freund Miles Millar die Fernsehserie Smallville, deren Executive Producer sie von der ersten bis zur siebten Staffel waren. Zusätzlich schrieb er mit ihm die Drehbücher für elf Episoden der ersten vier Staffeln der Serie.
Ebenso schrieben die beiden gemeinsam Drehbücher zu Hollywood-Blockbustern wie Lethal Weapon 4, Spider-Man 2 oder Die Mumie 3.

## Filmografie

### TV-Produktionen
- 1998: Black Jaq
- 1998: Martial Law – Der Karate-Cop (Martial Law)
- 1999: The Strip
- 2001–2008: Smallville
- 2006: Mercy Reef

### Film-Produktion
- 2013: Shootout – Keine Gnade (Bullet to the Head)

### Drehbuch (Auswahl)
- 1997: Cypher (Double Tap)
- 1997: Timecop (Fernsehserie)
- 1998: Lethal Weapon 4
- 1999: Made Men
- 2000: Shang-High Noon (Shanghai Noon)
- 2001–2004: Smallville (Fernsehserie)
- 2002: Showtime
- 2003: Shanghai Knights
- 2004: Spider-Man 2
- 2005: Herbie Fully Loaded – Ein toller Käfer startet durch (Herbie: Fully Loaded)
- 2008: Die Mumie: Das Grabmal des Drachenkaisers (The Mummy: Tomb of the Dragon Emperor)
- 2011: Ich bin Nummer Vier (I Am Number Four)
- 2015: Into the Badlands (Fernsehserie)
- 2016: The Shannara Chronicles (Fernsehserie)
- 2022: Wednesday (Fernsehserie)
- 2024: Beetlejuice Beetlejuice